# Alexandrijský kodex

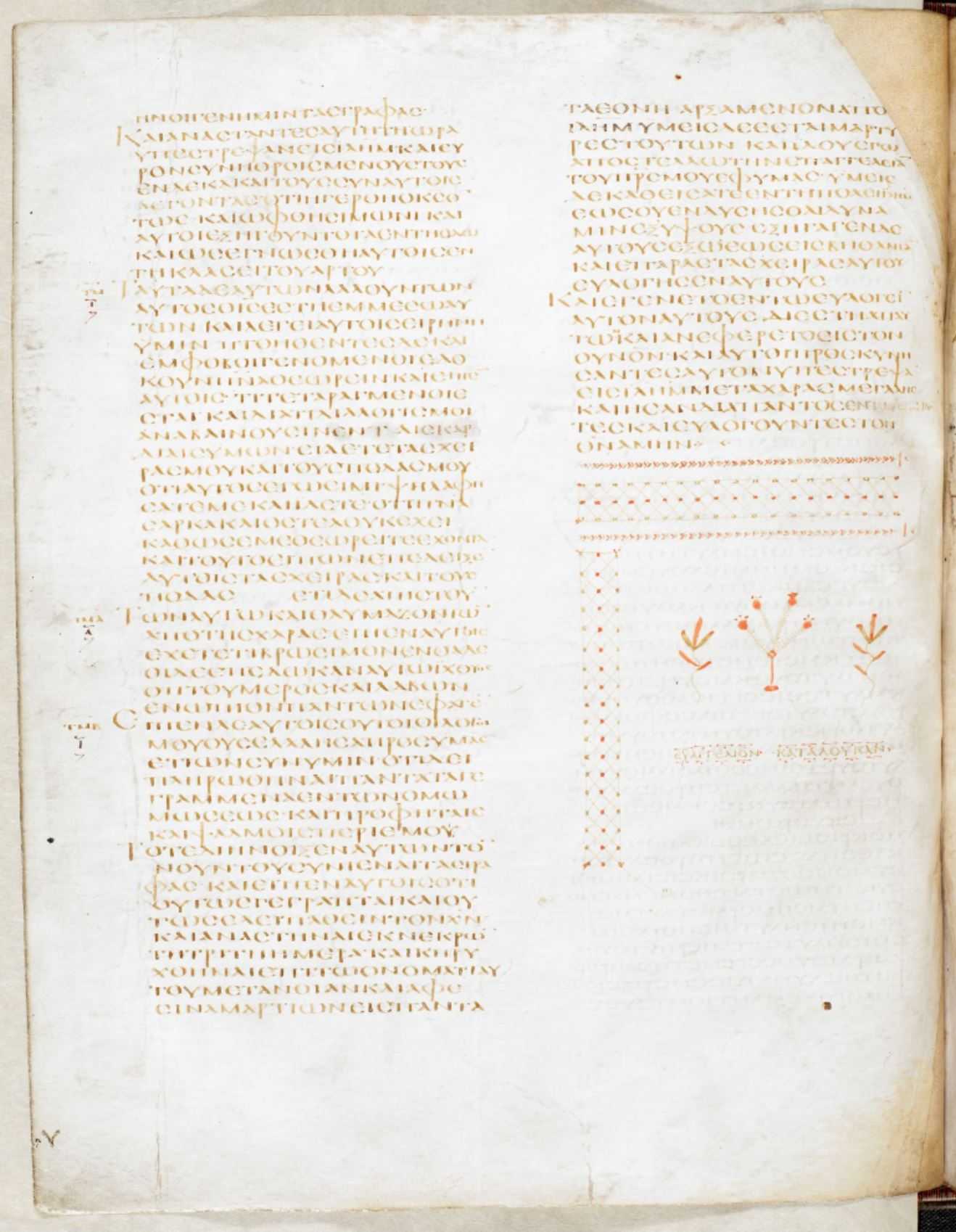
Codex Alexandrinus, stránka Lukášova evangelia

Alexandrijský kodex (Codex Alexandrinus, London, British Library, MS Royal 1. D. V-VIII) je jeden z nejstarších rukopisů Bible, řecký majuskulní kodex pocházející z konce 5. století. Kodex byl napsán v Egyptě. Původně se skládal z 820 pergamenových listů, z nichž se dochovalo celkem 773. Rozměry listů jsou 32 cm (výška) a 26 cm (šířka), každý list má dva sloupce o 49 - 52 řádcích. Obsahuje s několika mezerami celý Starý zákon, Nový zákon se také vyznačuje rozsáhlejšími mezerami. Volně je k biblickému textu připojen list Klementův.
Kodex se dostal v roce 1098 do vlastnictví alexandrijského patriarchy. Odtud pochází i jeho název. V roce 1621 se kodex dostal do Konstantinopole a v roce 1627 jej daroval řecký patriarcha Kyril Lukaris anglickému králi Karlovi I. Od té doby se nachází v Britském muzeu v Londýně.

## Související články

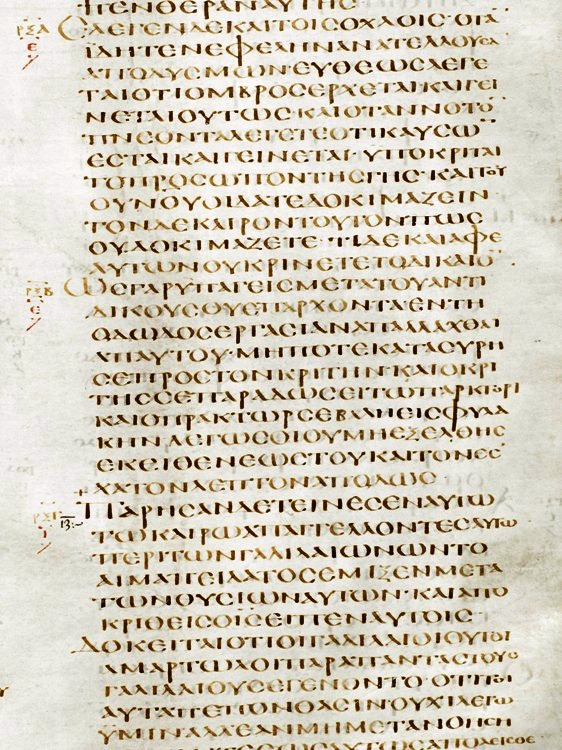
Lukas 12:54-13:4 i Codex alexandrinus